# Autocritica
L'autocritica è esaminare e giudicare il proprio comportamento o il proprio operato. Questo termine originalmente nasce nell'ambito politico e più precisamente in quello del Marxismo. "Fare autocritica", per un uomo politico, un militante o un gruppo di militanti, significa analizzare e riconoscere pubblicamente, rispetto alla dottrina politica riconosciuta o la linea del partito a cui si appartiene, i propri errori o deviazioni. È il risultato di una rigorosa riflessione personale e di gruppo. È un elemento essenziale del pensiero critico. Sebbene se ne possa abusare, l'autocritica è considerata generalmente sana e necessaria per imparare. Era un tratto della pratica del Maoismo cinese. Nell'ambito della fede cristiana si parla, a livello individuale, di esame di coscienza e di confessione di peccato, quando il credente si confronta con il metro morale e spirituale della Parola di Dio. È anche quanto un'intera chiesa è chiamata a fare quando esamina attentamente se stessa. Essa fa autocritica quando, verificando se stessa alla luce della Parola di Dio, riconosce i propri errori e fallimenti e ne fa ammenda. La Bibbia afferma: “Esaminate voi stessi per vedere se siete nella fede; provate voi stessi. Non riconoscete voi stessi che Gesù Cristo è in voi? A meno che non siate riprovati” (2 Corinzi 13:5).